# Kate y Leopold
Kate & Leopold (titulada Kate & Leopold en España y Kate y Leopoldo en Hispanoamérica) es una comedia romántica protagonizada por Meg Ryan y Hugh Jackman. Dirigida por James Mangold. Estrenada el 25 de diciembre de 2001 en Estados Unidos y el 12 de abril de 2002 en España.

## Argumento
Kate McKay (Meg Ryan) es una ejecutiva moderna del siglo XXI cuya vida está dirigida a triunfar en el mundo empresarial. Leopold (Hugh Jackman), el tercer Duque de Albany, es un caballero soltero y encantador de finales del siglo XIX. Viven en épocas diferentes pero comparten expectativas sociales y profesionales, además de la forma escéptica a la que se enfrentan a sus relaciones sentimentales. Al producirse una rasgadura en el tejido del tiempo, la casualidad hace que Leopold aparezca en la Nueva York de 2002; allí se cruzarán sus caminos y nacerá un curioso romance.

## Reparto
- Meg Ryan - Kate McKay
- Hugh Jackman - Leopold Alexis Elijah Walker Thomas Gareth Mountbatten, Duque de Albany
- Liev Schreiber - Stuart Besser
- Breckin Meyer - Charlie McKay
- Natasha Lyonne - Darci
- Bradley Whitford - J. J. Camden
- Kristen Schaal - Miss Tree
- Viola Davis - policía
- Craig Bierko - actor (sin crédito)
- Shalom Harlow - actriz (sin crédito)

## Recepción crítica y comercial
Según la página de Internet Rotten Tomatoes obtuvo un 47% de comentarios positivos, llegando a la siguiente conclusión: «A pesar de los encantos de Jackman Kate & Leopold es suave y predecible y la historia del viaje en el tiempo carece de cualquier lógica».
Según la página de Internet Metacritic obtuvo críticas mixtas, con un 44%, basado en 27 comentarios de los cuales 7 son positivos.
Recaudó 47 millones en Estados Unidos. Sumando las recaudaciones internacionales la cifra asciende hasta los 76 millones.

## Premios

### Óscar
| Año  | Categoría              | Persona                      | Resultado |
| ---- | ---------------------- | ---------------------------- | --------- |
| 2002 | Mejor canción original | Until interpretada por Sting | Candidata |

### Golden Globe Awards
| Año  | Categoría                       | Persona                      | Resultado |
| ---- | ------------------------------- | ---------------------------- | --------- |
| 2002 | Mejor actor - Comedia o musical | Hugh Jackman                 | Candidato |
| 2002 | Mejor canción original          | Until interpretada por Sting | Ganadora  |

## DVD
Kate & Leopold salió a la venta el 12 de febrero de 2003 en España, en formato DVD. El disco contiene cómo se hizo, ficha técnica, ficha artística, ficha de doblaje, tráiler, spots, entrevistas, videoclip, secuencias inéditas, sobre el vestuario, galería fotográfica y biofilmografías.